# Turbomiscelatore
Il turbomiscelatore, anche chiamato mixer ad alta velocità, è un tipo di mescolatore meccanico usato nella produzione di composti di PVC per la miscelazione delle materie prime per formare una miscela di polvere fluida.
È composto da serbatoio cilindrico con uno strumento di miscelazione montato sul fondo della vasca che generalmente si muove con velocità periferico tra 20 e 50 m/s a seconda del materiale che dobbiamo miscelare.
Il turbomiscelatore è normalmente dotato anche di: sensori di temperatura per monitorare la fase di miscelazione e permettere che l'operazione si svolga in sicurezza, sistemi di degasaggio, e coperchio a tenuta stagna per evitare la fuoriuscita di polveri.
All'interno del mixer, il materiale è riscaldato grazie all'energia meccanica impartita dallo strumento di miscelazione e dal movimento reciproco delle particelle.
Durante questa fase, le pale del turbomiscelatore creano un vortice assiale che garantisce la dispersione del materiale. L'alta velocità periferica imparte alle particelle una forza di frizione in direzione tangente e una forza centrifuga in direzione radiale. Il materiale viene spinto verso la parete del mixer per poi essere spinto verso il coperchio e ricadere al centro del mixer. Come risultato si ha flusso circolante tipico dei liquidi .
L'utilizzo tipico del turbomiscelatore è per la produzione di PVC rigido dry-blend o plastificato, ma è anche usato per altri tipi di compositi termoplastici (come Master-batch, Wood Plastic Composite, additivi, termoplastici Polimeri).
Il più grande mixer ad alta velocità conosciuto sul mercato ha un volume del serbatoio di 2500 L che corrispondono a una dimensione del batch di PVC dry-blend di circa 1060 kg. 
Per evitare la degradazione termica è solitamente combinato con un dispositivo di raffreddamento che raffredda la miscela a secco alla temperatura di 45-55 *C. A causa della scarsa conducibilità termica del raffreddatore, quest'ultimo è normalmente tre volte più grande del mixer poiché il tempo di raffreddamento è proporzionale alla superficie di contatto.